# Universidade do Mississippi

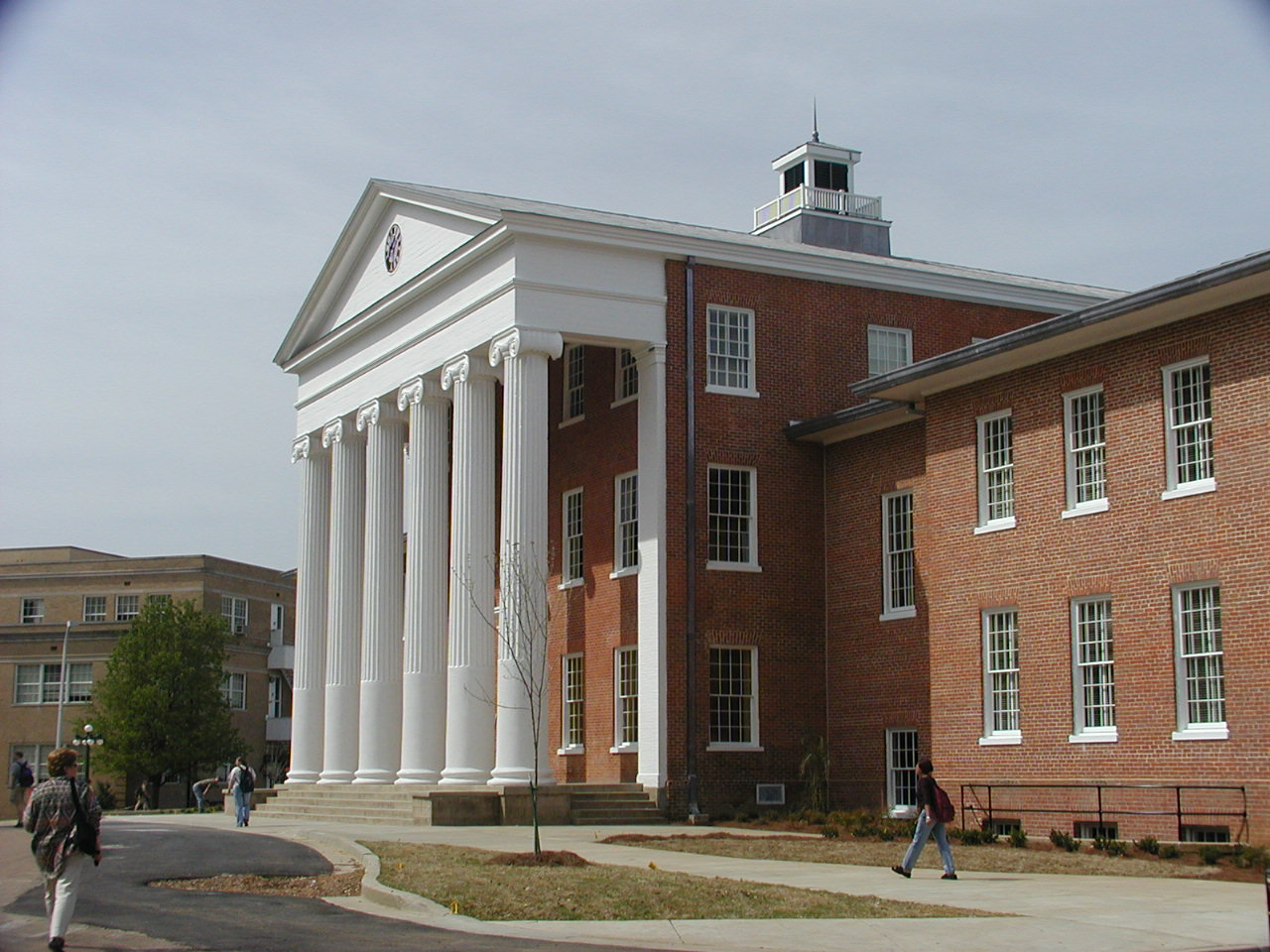
Lyceum, a entrada principal de Ole Miss.

A Universidade do Mississippi, também conhecida como Ole Miss, é uma instituição pública, coeducacional situada em Oxford, Mississippi, Estados Unidos. Fundada em 1848, a universidade é composta por quatro campi localizados em diferentes cidades no estado do Mississippi. A sede da universidade fica em Oxford. Outros campi, de tamanhos menores encontram-se nas cidades de Booneville, Tupelo e Southaven. Ole Miss mantém um "field campus" em Bay Spring, Abbeville e um centro médico em Jackson. O corpo de alunos sem formação superior é de maioria local do estado do Mississippi (69%), 19% são representados por minorias. Alunos internacionais de 66 países diferentes estudam nesta instituição. Segundo a universidade, o sino do Lyceum é o sino acadêmico mais antigo dos Estados Unidos.
A Universidade do Mississippi é composta por 15 faculdades.
A universidade está classificada entre "R1: Universidades de Doutorado - Atividade de pesquisa muito alta". De acordo com o Fundação Nacional da Ciência, Ole Miss investiu cerca de US$ 137 milhões de dólares em pesquisa e desenvolvimento em 2018, tendo o 142º maior orçamento desta área nos Estados Unidos. Ainda é uma das trinta e três faculdades e universidades participantes do National Sea Grant Program e participa do programa National Space Grant College and Fellowship.
Os ex-alunos da universidade incluem 27 ganhadores da Bolsa de Estudos Rhodes, 10 governadores estaduais, 5 senadores dos Estados Unidos, um chefe de governo e um laureado com o Prêmio Nobel. Outros ex-alunos receberam honras como Emmy Awards, Grammy Awards e Pulitzer Prize. Seu centro médico realizou o primeiro transplante de pulmão humano e transplante de coração de animal para humano.